# I Like It (卡迪·B、坏痞兔与J·巴尔文歌曲)
《I Like It》是美国说唱歌手卡迪·B在她的第一张录音室专辑《侵犯隐私》（2018年）中与波多黎各说唱歌手壞痞兔和哥伦比亚歌手J·巴尔文合作的一首歌曲。它在2018年3月25日作为该专辑的第四首单曲被大西洋唱片派送到电台。《I Like It》是一首拉丁陷阱歌曲，包含陷阱音乐的节奏和骚沙音乐的一些元素。这首歌由三位演唱者和乔丹·索普、克莱诺德·拉斐尔所写，J. White Did It、Tainy、克雷格·卡尔曼和Invincible负责制作。由于这首歌采样了《I Like It Like That》，托尼·帕邦、曼尼·罗德里格斯、本尼·博尼拉也被列入了共同写作者名单。